# Équipe cycliste Sport.Land. Niederösterreich

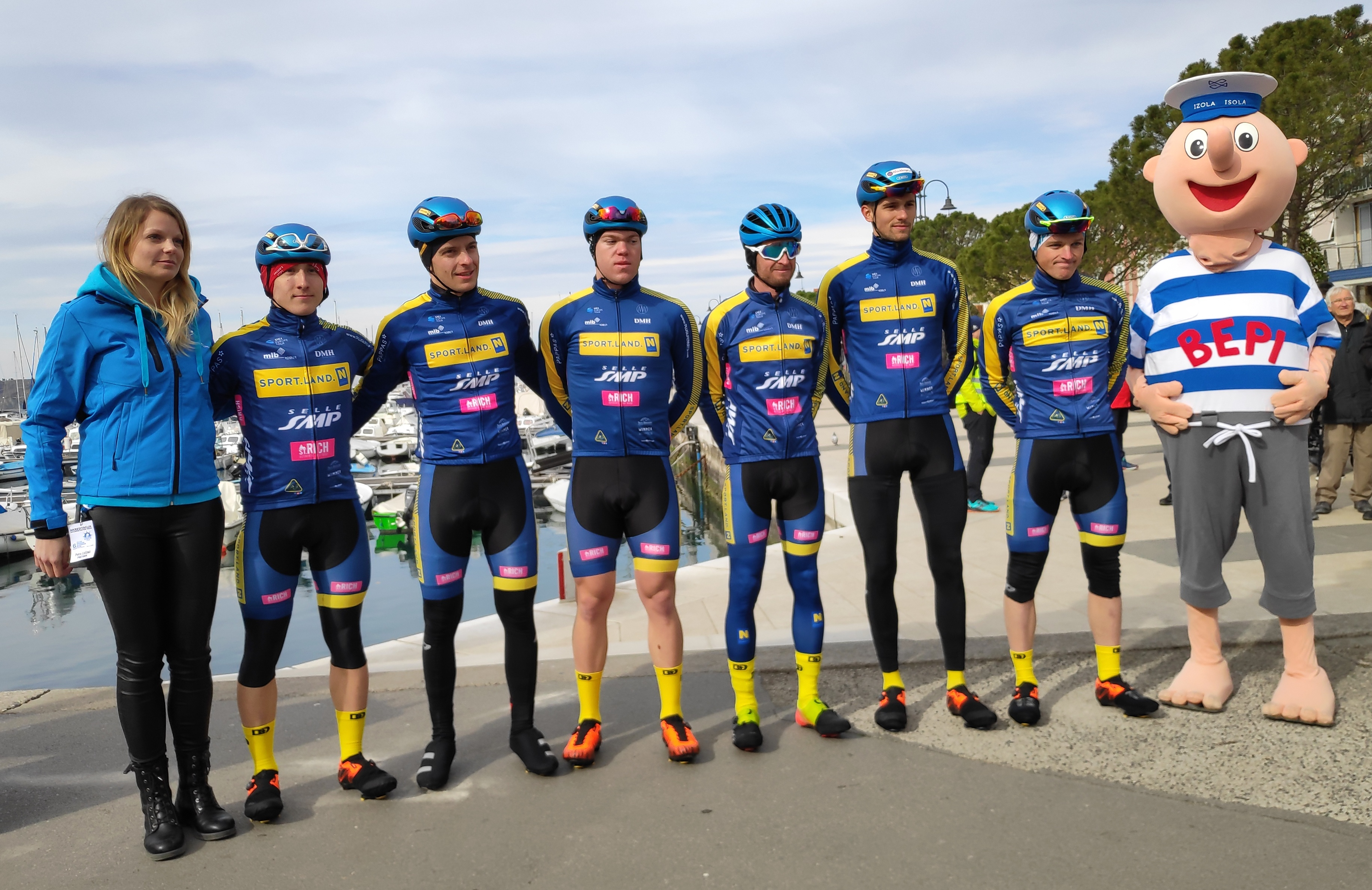
Les coureurs de l'équipe en 2019.

L'équipe cycliste Sport.Land. Niederösterreich est une équipe cycliste autrichienne, active en 2019 et 2020 avec le statut d'équipe continentale.

## Histoire de l'équipe
Fin 2018, la formation continentale autrichienne My Bike-Stevens est dissoute. Après sa dissolution, Thomas Umhaller et Matej Mugerli, deux coureurs de l'équipe dissoute, fondent pour la saison 2019 sous le nom de Sport.Land. Niederösterreich Selle SMP-St Rich Bikewear, dans laquelle certains coureurs de My Bike-Stevens les rejoignent. L'équipe s'arrête en 2020 après deux saisons.

## Sport.Land. Niederösterreich en 2020[2]
| Cycliste             | Date de naissance | Nationalité | Équipe 2019                                     |  |
| -------------------- | ----------------- | ----------- | ----------------------------------------------- |  |
| Andreas Graf         | 7 août 1985       | Autriche    | Team Hrinkow Advarics Cycleang                  |  |
| Julian Gruber        | 4 octobre 1997    | Autriche    | Sport.Land. Niederösterreich Selle SMP-St. Rich |  |
| Marvin Hammerschmid  | 5 janvier 1996    | Autriche    | Sport.Land. Niederösterreich Selle SMP-St. Rich |  |
| Raphael Hammerschmid | 5 janvier 1996    | Autriche    | Sport.Land. Niederösterreich Selle SMP-St. Rich |  |
| Stefan Kolb          | 13 mai 1997       | Autriche    | Maloja Pusbikers                                |  |
| Stefan Mastaller     | 7 avril 1995      | Autriche    | Sport.Land. Niederösterreich Selle SMP-St. Rich |  |
| Matej Mugerli        | 17 juin 1981      | Slovénie    | Ex-pro                                          |  |
| Luka Pajek           | 17 juillet 1996   | Slovénie    | Sport.Land. Niederösterreich Selle SMP-St. Rich |  |
| Stefan Pöll          | 28 juillet 1986   | Autriche    |                                                 |  |
| Jakob Reiter         | 12 mai 2000       | Autriche    |                                                 |  |
| Nikolas Riegler      | 15 septembre 2001 | Autriche    |                                                 |  |
| Jason Saltzman       | 18 octobre 1997   | États-Unis  | Aevolo (2018)                                   |  |